# Dascyllus auripinnis
Dascyllus auripinnis är en fiskart som beskrevs av Randall 2001. Dascyllus auripinnis ingår i släktet Dascyllus och familjen Pomacentridae. Inga underarter finns listade i Catalogue of Life.